# Dresden Titans
O Dresden Titans é um clube profissional de basquetebol baseado em Dresda, Alemanha que atualmente disputa a 2.Bundesliga ProB, correspondente à terceira divisão do país. Manda seus jogos no Margon Arena com capacidade para 3.000 espectadores. 

## Histórico de Temporadas
| Temporada | Nível | Liga           | Pos. | Resultado            |
| --------- | ----- | -------------- | ---- | -------------------- |
| 2008-09   | 4     | Regionalliga   | 13º  | Rebaixado            |
| 2009-10   | 5     | 2.Regionalliga | 5º   |                      |
| 2010-11   | 4     | Regionalliga   | 6º   |                      |
| 2011-12   | 4     | Regionalliga   | 1º   | Promovido campeão    |
| 2012-13   | 3     | ProB           | 10º  | [ nota 1 ]           |
| 2013-14   | 3     | ProB           | 2º   | Quartas de Finais    |
| 2014–15   | 3     | ProB           | 4º   | Quartas de Finais    |
| 2015–16   | 3     | ProB           | 5º   | Semifinais Promovido |
| 2016–17   | 2     | ProA           | 16   | Rebaixado            |
| 2017-18   | 3     | ProB           | 7    |                      |
| 2018-19   | 3     | ProB           | 10º  |                      |
| 2019-20   | 3     | ProB           |      |                      |
| 2020-21   | 3     | ProB           |      |                      |
| 2021-22   | 3     | ProB           | 1º   | Promovido Campeão    |
| 2022-23   | 2     | ProA           | 5    | Quartas de finais    |
| 2023-24   | 2     | ProA           | 9    |                      |
| 2024-25   | 2     | ProA           | 18   | Rebaixado            |

fonte:eurobasket.com

## Títulos

### 2.Bundesliga ProB
- Campeão (1):2021-22

### Regionalliga Sudeste
- Campeão (1):2011-12